# Jimmy Lusibaea
Jimmy Lusibaea (ur. 7 lipca 1970) – salomoński przedsiębiorca i polityk.
Pod koniec XX wieku był jednym z dowódców etnicznej grupy zbrojnej Malaita Eagle Force, działającej na wyspie Malaita. Za napad na siedzibę sądu spędził w areszcie i więzieniu 5 lat. Był również oskarżony o zabójstwo dwóch policjantów.
Przed zaangażowaniem się w politykę był dyrektorem zarządzającym Lion Heart Company. 4 sierpnia 2010 dostał się do Parlamentu Narodowego z okręgu wyborczego North Malaita. Otrzymał 3091 głosów. 27 sierpnia 2010 objął funkcję ministra rybołówstwa i zasobów morskich w rządzie Danny’ego Philipa.